# ثاقب سليم
ثاقب سليم (ولد في 8 أبريل 1988)، المعروف أيضا باسم ثاقب سليم قريشي، هو موديل وممثل هندي الذي ظهر في أفلام بوليوود. وهو الشقيق الأصغر للممثلة هوما قرشي.
ظهر لأول مرة في عام 2011 في الفيلم الكوميدي الرومانسي Mujhse Fraaandship Karoge.وفي عام 2013 ظهر في الفيلم الكوميدي Mere Dad Ki Maruti. في العام التالي قام بفيلم Bombay Talkies، ولعب دور افيناش.

## الحياة والمهنة

### منذ الطفولة إلى 2009 (1988–2009)
ثاقب سليم ولد لعائلة مسلمة في دلهي، الهند. والده سليم قريشي صاحب مطاعام، ويدير سلسلة من نحو 10 مطاعم وتدعى لسليم، في جميع أنحاء دلهي وأمه أمينة قريشي وهي ربة البيت. لدية أخت واحدة وهي الممثلة هوما قريشي وشقيقان نعيم قريشي وحاسين قريشي. أثناء الدراسة الجامعية، سليم ساعد لفترة وجيزة في إدارة المطاعم، لكنها لم تناسبه. وبحلول ذلك الوقت سليم قد بدأ بالفعل في عرض الازياء، وانتقل إلى مومباي على الرغم من أن والده فضل أن يبقاء في دلهي وأخذ الماجستير في إدارة الأعمال.

## أفلامه
| السنة | الفيلم                 | الدور       | ملاحظات |
| ----- | ---------------------- | ----------- | ------- |
| 2011  | ماجهسي فراندشيب كاروجي | فيشال بهت   |         |
| 2013  | مير داد كي ماروتي      | سمير كولار  |         |
| 2013  | بومباي تالكيس          | افيناش      |         |
| 2014  | هاوا هاواي             | مدرب التزلج |         |

## روابط خارجية
- ثاقب سليم على موقع IMDb (الإنجليزية)
- ثاقب سليم على موقع قاعدة بيانات الفيلم (الإنجليزية)